# Rytigynia torrei
Rytigynia torrei är en måreväxtart som beskrevs av Bernard Verdcourt. Rytigynia torrei ingår i släktet Rytigynia och familjen måreväxter.
Artens utbredningsområde är Moçambique. Inga underarter finns listade i Catalogue of Life.